# Puerto Montt
Puerto Montt város Chilében, Los Lagos régió fővárosa. A településnek 2002-ben 175 938 lakosa volt, területe 1673 km², népsűrűsége 105,2 fő/km².

## Történet
Eredetileg  vastag erdő borította, és a település neve Mellipuli volt (ez mapudungun nyelven négy dombot jelent). 1853. február 12-én alapították, amikor a német bevándorlók politikailag csatlakoztak az országhoz. A város nevét Manuel Monttról kapta, aki 1851 és 1861 között Chile elnöke volt. 1885-ben 3480, többségében német lakosa volt. A vasúthálózat kiépítése 1907-ben kezdődött és 1911. október 15-én fejeződött be. 1960. május 22-én egy földrengés súlyos károkat okozott a városban.

## Gazdaság
A legfontosabb ágazat a mezőgazdaság, azon belül is a szarvasmarhatenyésztés és a halászat (lazactenyésztés).

## Fényképek

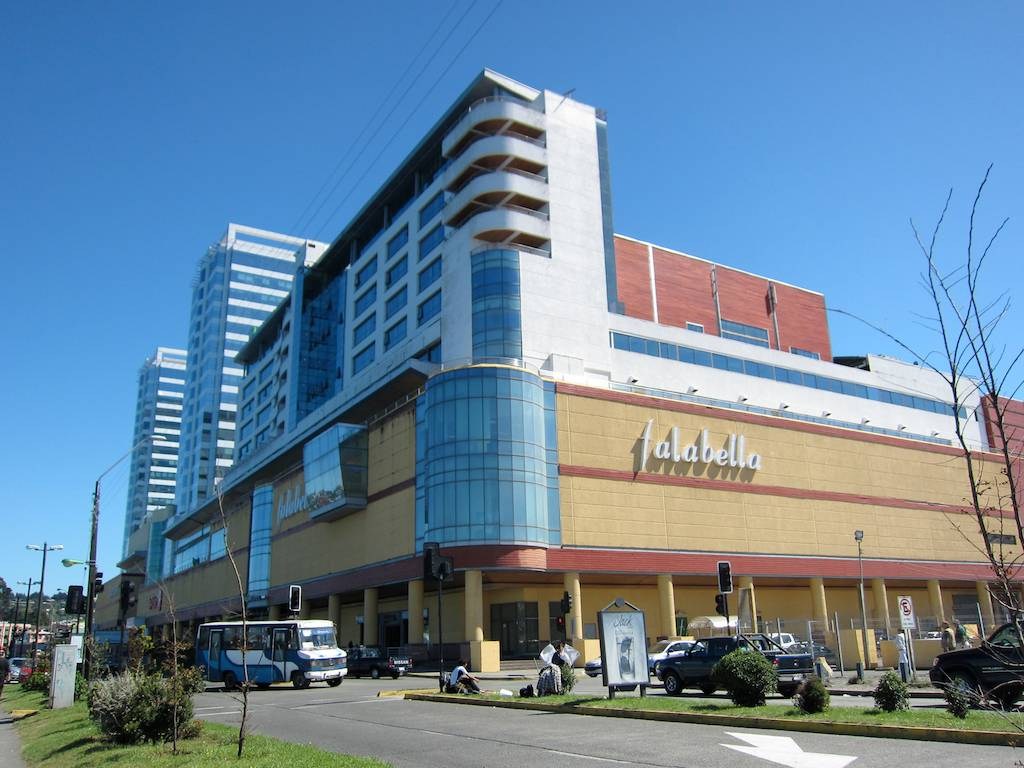
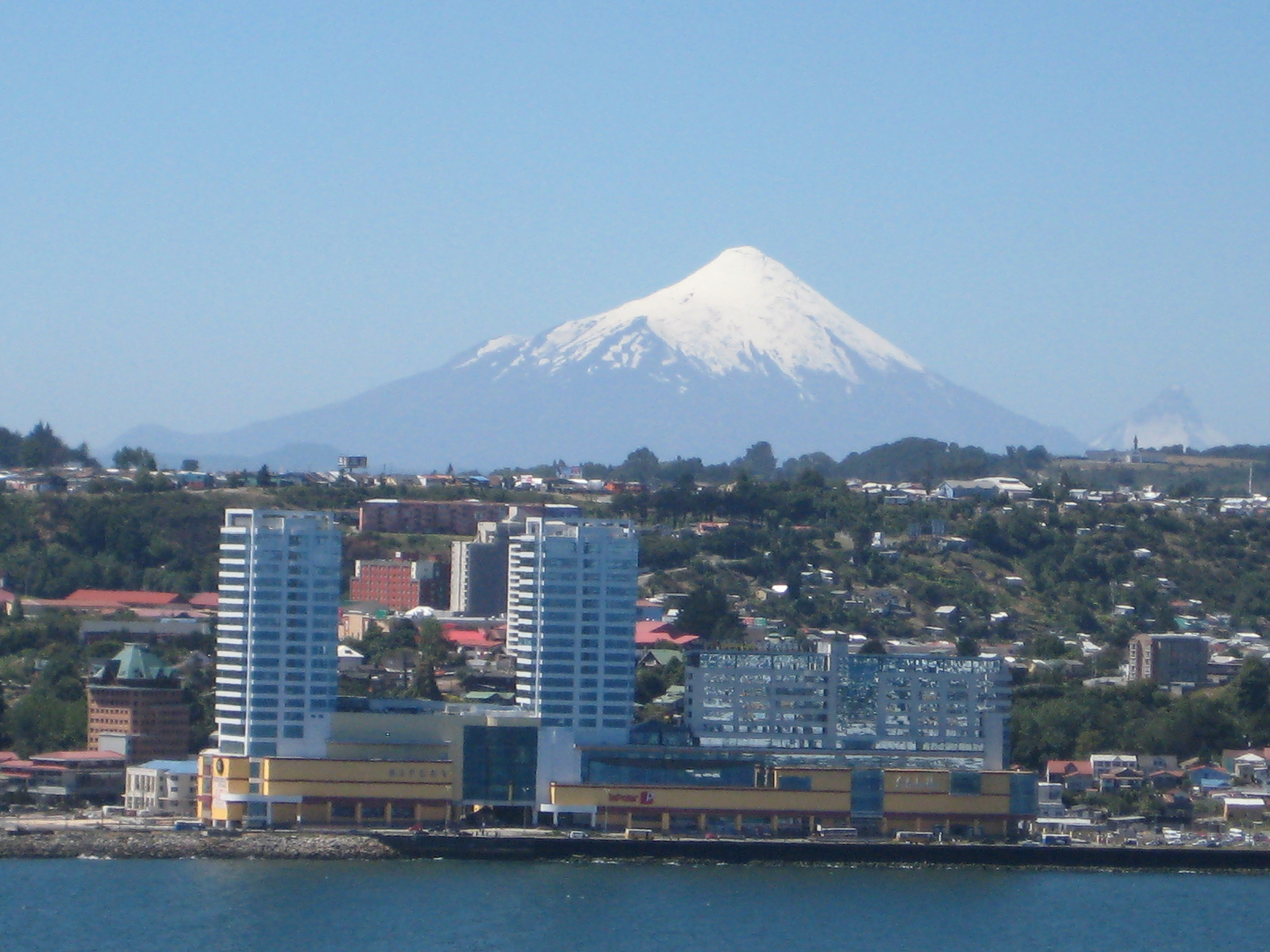

## Éghajlat
A város éghajlata óceáni, a fagyok télen is ritkák. A valaha mért legmagasabb hőmérséklet 34,1 °C, a legalacsonyabb -7,1 °C volt. Az éves csapadékmennyiség 1910 mm. A téli középhőmérséklet 12 °C, a nyári hőmérséklet 21-24 °C körül van.

## Sport
- A város labdarúgócsapata a Club de Deportes Puerto Montt, mérkőzéseiket az Estadio Municipal de Chinquihue stadionban játssza.
- A 2008-ban épült Arena Puerto Montt a dél-amerikai kosárlabda-bajnokság mérkőzéseinek adott otthont.

## Látnivalók
- Alarce Ardino Nemzeti Park
- Vicente Perez Rosales Nemzeti Park
- Angelmó

## A város szülöttei
- Raúl Ruiz, filmrendező, producer

## Oktatás
A városban 175 oktatási intézmény található, ebből 4 egyetem.

## Testvérvárosok
- Puerto Madryn, Argentína
- Atapuerca, Spanyolország
- Qingdao, Kína
- Québec, Kanada